# ジョゼフ・ラフソン
ジョゼフ・ラフソン（Joseph Raphson, 1648年頃 - 1715年頃）はニュートン・ラフソン法で知られるイギリスの数学者である。

## 経歴

### 出自
ラフソンの人生について知られていることは少なく、生年と没年すら不明であったが、数学史家のフロリアン・カジョリはおおよそ1648年生まれ1715年没であるとした。

### 学歴
ラフソンはケンブリッジ大学のジーザス・カレッジに通い、1692年に修士号を取得した。1689年にはエドモンド・ハレーの推薦により王立協会フェローになった。

### 業績

#### ニュートン・ラフソン法
ラフソンの最も特筆すべき業績は1690年のAnalysis Aequationum Universalisである。
それは方程式の根を近似する手法（現在ではニュートン・ラフソン法として知られている）を含んでいる。アイザック・ニュートンも似たような公式を1671年のMethod of Fluxionsで開発しているがこの研究は1736年（ラフソンによる研究の50年近く後）になるまで出版されなかった。しかしラフソンの方がニュートンより単純であり、それゆえに優れていると一般に考えられている。今日の教科書で見られるのはニュートンのよりもラフソンのものの方である。

#### 微分積分
微分積分法の発見を巡るニュートンとゴットフリート・ライプニッツの論争において、ラフソンはニュートンの忠実な支援者だった。実際、ラフソンはニュートンのArithmetica Universalisを英語に訳している。

#### 汎神論
ラフソンは汎神論という言葉を1697年のDe Spatio Realiで作っており、ラフソンの研究を独創的と評したジョン・トーランドによって発見された。
ラフソンは世界が人間の理解に関して果てしないものだと信じ、人間には決して理解できないものであるとした。